# Vincent Humbert
Vincent Humbert (* 3. Februar 1981; † 26. September 2003 in Berck, Département Pas-de-Calais) war ein Unfallopfer, dessen Fall in Frankreich erneut eine Debatte über das Thema Sterbehilfe entfacht hat.
Der 20-jährige Humbert erwachte nach einem schweren Autounfall am 24. September 2000 erst neun Monate später aus dem Koma. Er war an allen Gliedmaßen gelähmt (Tetraplegie) und zudem  blind und stumm. Da er noch hören und den rechten Daumen bewegen konnte, war ihm eine Kommunikation mit der Umwelt möglich. Diese für ihn sehr belastende Situation veranlasste ihn, um Sterbehilfe zu bitten. Aktive Sterbehilfe ist jedoch in Frankreich verboten, sodass Humbert den französischen Präsidenten Jacques Chirac um eine entsprechende Erlaubnis bat, die ihm aber verweigert wurde.
Schließlich versuchte seine Mutter, ihn zu töten, indem sie ihm Natriumpentobarbital injizierte. Er fiel daraufhin ins Koma, seine Mutter wurde verhaftet. Am nächsten Tag erschien das von Humbert geschriebene Buch Je vous demande le droit de mourir („Ich bitte euch um das Recht zu sterben“) und seine Mutter wurde wieder freigelassen. Wiederum einen Tag später wurden die lebenserhaltenden Geräte abgeschaltet.

## Film
- Marc Angelo (Regie): Marie Humbert. L'amour d'une mère. 2007.

| Personendaten    | Personendaten                                                                                        |
| ---------------- | --- |
| NAME             | Humbert, Vincent                                                                                     |
| KURZBESCHREIBUNG | französischer Autor, dessen Tragödie in Frankreich eine Debatte über das Thema Sterbehilfe entfachte |
| GEBURTSDATUM     | 3. Februar 1981                                                                                      |
| STERBEDATUM      | 26. September 2003                                                                                   |
| STERBEORT        | Berck, Département Pas-de-Calais                                                                     |